# Juliana Costa
Juliana do Nascimento Reffatti da Costa est une ancienne joueuse brésilienne de volley-ball née le 9 mai 1982 à Rio de Janeiro. Elle mesure 1,84 m et jouait au poste de réceptionneuse-attaquante. Elle a totalisé 8 sélections en équipe du Brésil.

## Clubs
| Club                       | De        | À         |
| -------------------------- | --------- | --------- |
| São Caetano EC             | 2000-2001 | 2000-2001 |
| Rio de Janeiro Volêi Clube | 2001-2002 | 2001-2002 |
| Osasco Voleibol Clube      | 2002-2003 | 2002-2003 |
| Automóvel Clube Fluminense | 2003-2004 | 2005-2006 |
| Macaé Sports               | 2006-2007 | 2006-2007 |
| AD Brusque                 | 2007-2008 | 2008-2009 |
| EC Pinheiros               | 2009-2010 | 2010-2011 |
| Grêmio de Vôlei Osasco     | 2011-2012 | 2011-2012 |
| Lokomotiv VK               | 2012-2013 | 2012-2013 |
| Sesi-SP                    | 2013-2014 | 2013-2014 |
| Praia Clube                | 2014-2015 | 2015-2016 |
| Fluminense Football Club   | 2016-2017 | 2016-2017 |

## Palmarès

### Équipe nationale
- Championnat du monde des moins de 20 ans
  - Vainqueur : 2001.

### Club
- Championnat sud-américain des clubs
  - Vainqueur : 2011, 2014.
- Championnat du Brésil
  - Vainqueur : 2003, 2012.
  - Finaliste : 2014, 2016.
- Coupe du Brésil
  - Finaliste : 2014, 2016.